# Castelvecchio Calvisio
Castelvecchio Calvisio é uma comuna italiana da região dos Abruzos, província de Áquila, com cerca de 197 habitantes. Estende-se por uma área de 15 km², tendo uma densidade populacional de 13 hab/km². Faz fronteira com Barisciano, Calascio, Capestrano, Carapelle Calvisio, Castelli (TE), Isola del Gran Sasso d'Italia (TE), Navelli, Ofena, San Pio delle Camere, Santo Stefano di Sessanio.

## Demografia
| Variação demográfica do município entre 1861 e 2011                               |
|                                                                                   |
| Fonte: Istituto Nazionale di Statistica (ISTAT) - Elaboração gráfica da Wikipedia |